# さとうけいいち
さとう けいいち（1965年12月18日 - ）は、日本のアニメーター、キャラクターデザイナー、メカニックデザイナー、アニメ演出家・監督。株式会社Yostar Pictures制作顧問およびオリジナルIP部門責任者。香川県出身。
なお、佐藤敬一と漢字で表記されることがあるほか、室井聖人という別名義も用いている。

## 経歴
学生の頃は音楽系のビデオクリップのディレクターを目指していたが、当時の漫才ブームによってエンターテインメントとしてのお笑いに興味を惹かれ、お笑いの世界に入る。しかし、学生時代からの友人だった相方が、置き手紙を残していなくなる。
「自分は何をやっているのだろうか」と将来への不安を抱えつつも明確な方向性を見出せぬまま、人伝に紹介されたテレビ局の仕事をこなしていた。バラエティ番組の技術スタッフや刑事アクションもののテレビドラマなどに関わった後、アニメーションスタジオに勤めていた同居人を訪ねてきたアニメーターの湖川友謙との出会いをきっかけとして、アニメの仕事に関わるようになる。初監督作品はOVA『鴉 -KARAS-』。
2000年代に入ってからは特撮にも関わり、『百獣戦隊ガオレンジャー』『忍風戦隊ハリケンジャー』『爆竜戦隊アバレンジャー』『ウルトラマンマックス』『非公認戦隊アキバレンジャー』などのキャラクターデザインを担当する。『ガオレンジャー』への参加は、『THE ビッグオー』に参加していた脚本家の赤星政尚からの紹介によるもので、初期にはヒーロー側のラフデザインも手掛けている。
2016年にはShort Shorts Film Festival & Asiaの審査員も務めている。2021年には、Yostar Picturesの制作顧問およびオリジナルIP部門の責任者に就任した。

## 作品

### テレビアニメ
1991年
- ゲッターロボ號（1991年 - 1992年、作画監督）
- 魔法のプリンセス ミンキーモモ（新）（作画監督）
- DRAGON QUEST -ダイの大冒険-（作画監督）

1992年
- あしたへフリーキック（作画監督）
- 宇宙の騎士テッカマンブレード（1992年 - 1993年、作画監督）※室井聖人名義

1995年
- 黄金勇者ゴルドラン（1995年 - 1996年、作画監督）※佐藤敬一名義・室井聖人名義

1996年
- 勇者指令ダグオン（1996年 - 1997年、作画監督）※室井聖人名義
- ハーメルンのバイオリン弾き（1996年 - 1997年、作画監督）※室井聖人名義

1997年
- シティーハンター グッド・バイ・マイ・スイート・ハート（キャラクターデザイン・総作画監督）

1998年
- センチメンタルジャーニー（ビジュアルディレクター）

1999年
- シティーハンター 緊急生中継!?凶悪犯冴羽獠の最期（キャラクターデザイン）
- THE ビッグオー（1999年 - 2000年・2002年 - 2003年、キャラクターデザイン・メカニックデザイン・コンセプトワーク・スーパーバイザー）

2001年
- The Soul Taker 〜魂狩〜（クリーチャーデザインワークス・OPディレクター）

2008年
- ヤッターマン（第2作）（2008年 - 2009年、OP 絵コンテ・演出・作画監督）
- クリスタル ブレイズ（OP 絵コンテ・演出）

2011年
- TIGER & BUNNY（監督）
- C（コンセプチュアルデザイン）

2014年
- かにえ（キャラクターデザイン）
- 神撃のバハムート GENESIS（監督・コンセプトデザインワークス）

2017年
- 神撃のバハムート VIRGIN SOUL（監督）
- Infini-T Force（ヒーローデザイン原案）
- いぬやしき（総監督）

2024年
- 戦隊大失格（監督・絵コンテ）

### 劇場アニメ
- 劇場版 TIGER & BUNNY -The Beginning-（2012年、企画協力）
- アシュラ（2012年、監督）
- 聖闘士星矢 Legend of Sanctuary（2014年、監督）
- GANTZ:O（2016年、総監督）

### OVA
- ブラックマジックM-66（1987年、原画）
- 魔獣戦線（1989年 - 1990年、作画監督）
- 1+2=パラダイス（1990年、作画監督）
- 一本包丁満太郎（1991年、作画監督）
- 超神伝説うろつき童子 放浪篇（1993年 - 1995年、キャラクターデザイン）※18禁
- 外道学園（1994年 - 1995年、キャラクターデザイン）※佐藤敬一名義、18禁
- ジャイアントロボ THE ANIMATION -地球が静止する日（1995年、作画監督）
- マジンカイザー（2001年、マジンガーデザイン）
- 鴉 -KARAS-（2005年 - 2007年、原作・監督）
- ルパン三世 GREEN vs RED（2008年、ロボットデザイン原案）
- 機動戦士ガンダムUC（2010年、作画監督）
- 怪物王女（2010年 - 2011年、クリーチャー&メカデザイン）

### 特撮
- スーパー戦隊シリーズ
  - 百獣戦隊ガオレンジャー（2001年 - 2002年、キャラクターデザイン）
  - 忍風戦隊ハリケンジャー（2002年 - 2003年、キャラクターデザイン）
  - 爆竜戦隊アバレンジャー（2003年 - 2004年、キャラクターデザイン）
  - 海賊戦隊ゴーカイジャー（2011年 - 2012年、キャラクターデザイン）
- ウルトラマンマックス（2005年 - 2006年、キャラクターデザイン）
- 超忍者隊イナズマ!（2006年、キャラクターデザイン）
- ULTRASEVEN X（2007年）
- 非公認戦隊アキバレンジャー（2012年、キャラクターデザイン）

### 劇場実写映画
- 黒執事（2014年、監督）※大谷健太郎と共同

### その他
- NTT 『GATCHAMAN』TVCF（監督・キャラクターデザイン）
- バンダイナムコゲームス ニンテンドーDS用ゲームソフト『エンブレム オブ ガンダム』（パッケージイラスト）
- バンダイビジュアル 『機動戦士Ζガンダム メモリアルボックス』（Blu-Ray）販促用ポスター（デザイン）
- UFO仮面ヤキソバン（キャラクターデザイン）
- K-1 非公認キャラクター『タロー』（キャラクターデザイン[10]）
- 小説『ディメンタルマン ロイドのカルテ』（原作・イラスト）
- 『零鴉-Raven- 〜四国動乱編〜』（原作[11]）